# Todd Brooker
Todd Brooker (Waterloo, 24 novembre 1959) è un ex sciatore alpino canadese.

## Biografia
Discesista puro figlio dell'hockeista su ghiaccio Charlie e originario di Paris, Brooker fece parte della nazionale canadese dal 1975 al 1987. Ottenne il primo piazzamento in Coppa del Mondo il 13 dicembre 1981 sulla Saslong in Val Gardena (14º) e ai successivi Mondiali di Schladming 1982 si classificò 13º; il 6 marzo dello stesso anno conquistò ad Aspen il primo podio in Coppa del Mondo (2º) e il 22 gennaio 1983 la prima vittoria, sulla Streif di Kitzbühel. Ai XIV Giochi olimpici invernali di Sarajevo 1984, sua unica presenza olimpica, si piazzò al 9º posto e anche ai Mondiali di Bormio 1985, suo congedo iridato, fu 9º; sempre nel 1985, il 2 marzo, conquistò a Furano l'ultima vittoria, nonché ultimo podio, in Coppa del Mondo.
La carriera di Brooker si interruppe improvvisamente all'età di 27 anni in seguito a una grave caduta avvenuta sulla Streif nel gennaio del 1987 durante una prova d'allenamento sullo Zielschuss, il giorno precedente alla gara: lo sciatore riportò una commozione cerebrale, una frattura al setto nasale e lesioni a un ginocchio, infortuni che lo costrinsero al ritiro. Il suo ultimo piazzamento in carriera rimase così il 7º posto ottenuto nella discesa libera di Coppa del Mondo disputata il 10 gennaio 1987 a Garmisch-Partenkirchen.

## Bilancio della carriera
Sciatore specialista della discesa libera, fu all'inizio degli anni 1980, assieme agli spericolati connazionali del gruppo chiamato Crazy Canucks, uno dei pochi atleti in grado di competere con la forte squadra austriaca allora dominatrice delle discipline veloci. 

## Palmarès

### Coppa del Mondo
- Miglior piazzamento in classifica generale: 25º nel 1984
- 7 podi (tutti in discesa libera):
  - 3 vittorie
  - 3 secondi posti
  - 1 terzo posto

#### Coppa del Mondo - vittorie
| Data            | Località  | Paese       | Specialità |
| --------------- | --------- | ----------- | ---------- |
| 23 gennaio 1983 | Kitzbühel | Austria     | DH         |
| 6 marzo 1983    | Aspen     | Stati Uniti | DH         |
| 2 marzo 1985    | Furano    | Giappone    | DH         |

Legenda:

DH = discesa libera